# Rhipidoglossum orientalis
Rhipidoglossum orientalis là một loài thực vật có hoa trong họ Lan. Loài này được (Mansf.) Szlach. & Olszewski mô tả khoa học đầu tiên năm 2001.